# Sandöbådan
Sandöbådan  is een Zweeds eiland behorend tot de Lule-archipel. Het eiland ligt ten zuidoosten van Sandön. Het eiland heeft geen oeververbinding en kent in een paar overnachtingshuisjes enige bebouwing.